# 여고괴담 두번째 이야기
《여고괴담 두 번째 이야기》는 1999년에 개봉된 대한민국의 공포 영화이다. 《여고괴담 시리즈》의 두 번째 작품이다.

## 줄거리
민아는 우연히 글씨와 그림으로 빽빽이 채워져 있는 빨간 표지 노트를 줍게 되는데, 그것은 커플로 소문난 효신과 시은의 교환일기다. 민아는 양호실에서 옆자리에 누워 있던 효신과 시은의 대화를 엿듣게 된다. 효신과 시은은 한달 전 다툼 이후 계속된 침묵을 깨고 둘만의 장소인 학교 옥상에서 재회한다.
민아는 일기장을 넘길수록 주술에 걸린 듯 상상을 통해 점점 효신과 시은의 애절하고 비밀스런 관계 안으로 빠져든다. 학교는 신체검사로 어수선한데 그때 옥상에서 투신한 효신의 죽음으로 발칵 뒤집히게 되고, 효신에게 사로잡힌 민아는 그녀의 그림자를 계속 밟아나간다.

## 캐스팅

### 주요 인물
- 김민선 : 민아 역
- 박예진 : 효신 역
- 이영진 : 시은 역

### 주변 인물
- 공효진 : 지원 역
- 김재인 : 연안 역
- 백종학 : 고형석 역

### 단역
| - 맹봉학 : 생물 선생님 역 - 이현순 : 민아반 담임 선생님 역 - 정진각 : 교감 선생님 역 - 강은영 : 음악 선생님 역 - 오민애 : 양호 선생님 역 - 한승연 : 중창단 반장 역 - 채윤서 : 거북 소녀 역 - 한민 : 시은 짝 역 - 김동화 : 민아반 날라리 1 역 - 김정미 : 민아반 날라리 2 역 - 강에스더 : 지원 짝 역 - 구혜주 : 육상부 주장 역 - 임예진 : 어린 효신 역 - 전기광 : 육상부 코치 역 - 중창단 김경진, 사현자, 성민원, 손윤경, 이상은, 이승은, 이미희, 이현남, 이혜란, 양은영, 최진화, 최주옥, 최혜진, 허정은 - 육상부 강혜윤, 김연옥, 박경란, 박민영, 박지원, 이연화, 임성언, 임효진, 정인숙, 조영인 | - 교사 김산희, 김종국, 나미경, 나진수, 최준식 - 반 아이들 강민경, 강하나, 강혜민, 고미영, 고아라, 김새라, 김선미, 김세영, 김소향, 김수향, 김수현, 김연수, 김연아, 김은실, 김은주, 김일주, 김소영, 김지연, 김진미, 남진주, 문우리, 박경미, 박소연, 박소정, 박지선, 박유림, 박진리, 박희경, 방나영, 배은미, 백연주, 변민지, 변정원, 서두나, 서연주, 설경화, 신혜정, 소윤혜, 손지인, 송수진, 송신애, 송하나, 엄유정, 엄혜정, 연정윤, 오지수, 오혜정, 유정화, 윤혜령, 이미라, 이보라, 이선희, 이언정, 이유라, 이은화, 이정애, 이지혜, 이초희, 이현주, 이혜미, 임성아, 장영옥, 장현순, 정보라, 전제향, 최보은, 최유진, 최정애, 최혜미, 최효정, 한상희, 한수정, 한채경, 홍영욱, 홍정혜, 홍희선, 황보라 |

## 수상
- 2000년 제36회 백상예술대상 여자 신인연기상 - 전 출연진
- 2000년 제36회 백상예술대상 영화부문 신인감독상 (김태용,민규동)
- 2001년 제10회 베르자우베르트 영화제 최우수작품상
- 제7회 슬램댄스 영화제 최우수촬영상